# Vienna Vikings
Vienna Vikings is een Oostenrijkse American-footballclub uit Wenen en een van de succesrijkste teams in Europa.

## Geschiedenis
De Vienna Vikings zijn opgericht in 1983. Hun eerste wedstrijd was in 1984 tegen Salzburg Lions. In het volgend jaar spelden zij in de officiële Oostenrijkse competitie en bereikten 1986 de Austrian Bowl. In 1994 werden ze voor het eerst landskampioen. De Vikings waren 27 keer in de Austrian Bowl waarvan zij 15 kunden winnen. Daarmee zijn de Vikings de succesrijkste ploeg in Oostenrijk.
In het seizoen 1995 namen de Vikings voor de eerste keer deel aan de European Football League. In 2001 bereikten zij het finale, de Eurobowl. Tussen 2004 en 2013 hebben de Vikings vijf keer de Eurobowl gewonnen.
In het seizoen 2022 werden de Vikings lid van de European League of Football.  Ze wonnen hun divisie en gingen met een overwinning in de halve finale tegen de Barcelona Dragons door naar de finale.  De Vikings veroverden de titel tegen de Hamburg Sea Devils met een overwinning van 27–15.  In de volgende drie jaren wonnen ze opnieuw hun divisie.

## Eregalerij
- European League of Football
  - titels: 2022
  - Divisie-titels: 2022, 2023, 2024, 2025
- Eurobowl
  - titels (5): 2004–2007, 2013
  - finalist (5): 2001, 2003, 2008, 2010, 2012
- Austrian Bowl:
  - titels (15): 1994, 1996, 1999–2003, 2005, 2007, 2009, 2012–2014, 2017, 2025
  - finalist (15): 1986, 1988, 1991, 1995, 1998, 2004, 2006, 2011, 2015, 2018, 2019, 2021–2024